# Mandres, Eure
 Mandres  là một xã thuộc tỉnh Eure trong vùng Normandie miền bắc nước Pháp.